# Éclipse lunaire du 21 février 2008
| Éclipse totale de Lune du 21 février 2008                                                                 | Éclipse totale de Lune du 21 février 2008 |
| --- | ----------------------------------------- |
| Vue par télescope, prise depuis North Billerica, Massachusetts à 3 h 25 UT, près du maximum de l'éclipse. |                                           |
| Gamma | -0,39923                                  |
| Magnitude                                                                                                 | 1,10618                                   |
| Localisation                                                                                              | Océan Atlantique, Amérique du Sud         |
| Saros (membre de la série)                                                                                | 133 (26 sur 71)                           |
| Durée (h:min:s)                                                                                           |                                           |
| Totalité                                                                                                  | 49 min 46 s                               |
| Phases partielles                                                                                         | 3 h 25 min 28 s                           |
| Phases pénombrales                                                                                        | 5 h 39 min 3 s                            |
| Contacts (UTC)                                                                                            |                                           |
| P1 | 0:36:34                                   |
| U1 | 1:43:17                                   |
| U2 | 3:01:09                                   |
| Maximum                                                                                                   | 3:26:03                                   |
| U3 | 3:50:55                                   |
| U4 | 5:08:45                                   |
| P4 | 6:15:37                                   |
| |                                           |

L'éclipse lunaire du 21 février 2008 est une éclipse lunaire totale.
Cette éclipse a débuté à 00:34 UTC le 21 février 2008 et la Lune a été totalement éclipsée par l'ombre de la Terre entre 3 h 1 et 3 h 51 UTC.